# フラ・フーピング・ガール
『フラ・フーピング・ガール』（原題: Hula Hooping Girl）は、バンクシーが創作したストリートアートの一つ。2020年10月13日に、イングランドの都市ノッティンガムの壁に出現した。バンクシーによる作品であるとの報道が相次いだ。4日後の10月17日、バンクシーは自身のインスタグラムのアカウントに作品の写真を投稿し、自身の作品であると断言した。

## 作品
この作品はノッティンガムの美容院の側面の壁に描かれた。街灯の細い柱に錠で繋がれた後輪の無い自転車の隣に、自転車の車輪でフラフープをする幼い少女を描いている。
バンクシーの作品だと確認されてからは見物客が来るようになったため、地元自治体が透明なカバーを設置して保護していたが、2020年11月22日に柱に結び付けられていた自転車が無くなっており、盗まれた可能性が指摘された。翌日には、後輪が無い別の自転車が同じ場所に置き換えられていた。

## 撤去
2021年2月17日には画廊経営者が壁画の保存を目的として10万ポンド（約1400万円以上）で購入したが、街の新たな観光名所となっていたため、住民からは非難の声が上がった。